# Route nationale 10 (Burkina Faso)
Pour les articles homonymes, voir Route nationale 10.
La route nationale 10 (RN 10) est une route du Burkina Faso allant de Bobo-Dioulasso à Ouahigouya en passant par Dédougou à partir de laquelle elle n'est plus bitumée. Sa longueur est de 360 km.

## Tracé
- Bobo-Dioulasso
  - Sakabi
  - Dafinso à la gare de Dafinso sur la ligne d'Abidjan à Ouagadougou
  - Santidougou
  - Kouentou à la gare de Kouentou sur la ligne d'Abidjan à Ouagadougou
  - Sala
  - Satiri
  - Kadoumba
  - Békuy
  - Sara
  - Dampan
  - Ouarkoye
  - Békuy
  - Poundou
  - Kari
- Dédougou
  - Douroula
  - Diouroum
- Tougan
  - Boaré
  - Guimou
  - Bonou
  - Kiembara
  - Niassono
  - Dio
  - Zogoré
  - Boulounsi
  - Léhé
  - Sissamba
- Ouahigouya